# Gourlay Peninsula
Gourlay Peninsula är en udde i Antarktis. Den ligger i Sydorkneyöarna. Argentina och Storbritannien gör anspråk på området. Gourlay ligger på ön Signy.
Terrängen inåt land är lite kuperad.  Trakten är obefolkad. Det finns inga samhällen i närheten. 